# الیانسلس
الیانسلس (به فرانسوی: Alliancelles) یک کامین در فرانسه است که در Canton of Heiltz-le-Maurupt واقع شده‌است.

## خصوصیات
الیانسلس ۶٫۹۳ کیلومترمربع مساحت و ۱۴۵ نفر جمعیت دارد.